# Distrito de Riviera-Pays-d'Enhaut
El distrito de Riviera-Pays-d'Enhaut (hispanizado Riviera-País de lo Alto) es uno de los diez distritos del cantón de Vaud. Su capital es Vevey. El distrito tiene su origen en 2008, con la entrada en vigor de la nueva ley de división territorial del cantón de Vaud. Es el resultado de la fusión de los distritos de Vevey y Pays-d'Enhaut.

## Geografía
Riviera-Pays-d'Enhaut se encuentra situado al este del cantón, a orillas del lago Lemán. Limita al norte con los distritos de Veveyse (FR) y Gruyère (FR), al este con Saanen-Obersimmental (BE), al sur con Aigle y Monthey (VS), al suroeste con el departamento de Alta Saboya (FRA), y al oeste con Lavaux-Oron.

## Comunas
| Distrito de Riviera-Pays-d'Enhaut | Distrito de Riviera-Pays-d'Enhaut | Distrito de Riviera-Pays-d'Enhaut |
| Comunas                           | Población (31.12.2014)            | Superficie km²                    |
| --------------------------------- | --------------------------------- | --------------------------------- |
| Blonay                            | 6105                              | 16.03                             |
| Chardonne                         | 2840                              | 10.30                             |
| Château-d'Œx                      | 3426                              | 113.76                            |
| Corseaux                          | 2169                              | 1.06                              |
| Corsier-sur-Vevey                 | 3409                              | 6.74                              |
| Jongny                            | 1472                              | 2.16                              |
| Montreux                          | 26 208                            | 33.40                             |
| Rossinière                        | 554                               | 23.34                             |
| Rougemont                         | 889                               | 48.56                             |
| Saint-Légier-La Chiésaz           | 5082                              | 15.12                             |
| La Tour-de-Peilz                  | 11 197                            | 3.29                              |
| Vevey                             | 19 220                            | 2.39                              |
| Veytaux                           | 852                               | 6.73                              |
| Total (13)                        | 83 423                            | 282.88                            |